# Alcuroniu
Alcuroniu (uneori alcuronium) este un curarizant.

## Farmacologie
Este un relaxant muscular, care tinde să fie înlocuit de atracurium sau de vecuronium, datorita efectelor sale secundare pronunțate: tahicardie, reacții anafilactice. Se pare că alcuronium manifestă o afinitate pentru receptorii muscarinici, pentru care concurează cu [3H]metil-N-scopolamina ([3H]NMS)

## Metabolizare
Cea mai mare parte a alcuroniului se elimină netransformată prin bilă sau urină; se recomandă prudență la bolnavii cu insuficiență hepatică